# Policlinico Santissima Annunziata
L'Ospedale Santissima Annunziata è un ospedale pubblico di Chieti fondato nel 1972, per volontà di Remo Gaspari potente Ministro Abruzzese, in quel periodo Ministro della sanità.

## Storia
Nel dicembre del 1972 inizia la costruzione dell'ospedale, terminerà nel 1999 dopo oltre 27 anni di lacoro e un costo totale di circa nel dicembre del 1972, ultimato 27 anni 236 miliardi delle vecchie lire (circa 2,3 miliardi € del 2025).
Nei progetti iniziali sarebbero dovuti serviti sei anni per ultimarlo, ma la male gestione dei fondi dei fondi pubblici, servirà molto di più.
Ad oggi è l'unico ospedale di primo livello d'Abruzzo per la Riforma Balduzzi, in sistema con il Santo Spirito di Pescara.

## Reparti
L'ospedale è strutturata in 8 dipartimenti –  7 strutturali e 1 funzionale. Ogni dipartimento è costituito, salvo eccezioni, dall'aggregazione di almeno diverse unità operative complesse simili per l'aspetto delle attività, delle risorse umane e tecnologiche utilizzate.

### Unità Operative Complesse
Anatomia Patologica
Anestesia, Rianimazione e Terapia intensiva
Servizio di partoanelgesia (parto indolore)
Farmacia ospedaliera
Patologia clinica
Servizio di immunoematologia e medicina trasfusionale (Simt) - Day hospital ematologico
Servizio trasfusionale territoriale e Centro regionale sangue
Sportello informativo Prevenzione e cura dei disturbi del comportamento alimentare (Dca) e dei disturbi del linguaggio
Terapia del dolore

### Dipartimento Cuore
Anestesia e Terapia intensiva cardiochirurgica (TIC)
Aritmologia
Cardiologia - Unità di terapia intensiva cardiologica (UTIC)
Marco Zimarino
Servizio di Cardiologia
Chirurgia Vascolare
Clinica Cardiochirurgica
Emodinamica Diagnostica e interventistica

### Dipartimento Chirurgico
Chirurgia Generale
Clinica odontoiatrica e stomatologia
Clinica Oftalmologica
Clinica Ortopedica e traumatologica
Clinica Otorinolaringoiatrica
Urologia
Chirurgia generale a indirizzo oncologico

### Dipartimento Medico
Allergologia
Clinica Dermatologica
Medicina generale 1
Medicina generale 2
Clinica geriatrica
Centro cefalee
Clinica Nefrologica
Dialisi
Clinica Neurologica
Clinica oncologica
Diagnostica ecografica
Endocrinologia e malattie della tiroide
Endoscopia digestiva
Malattie infettive
Pneumologia

### Dipartimento Radiologia e Radioterapia Clinica
Radioterapia oncologica
Medicina Nucleare
Radiologia diagnostica e interventistica

### Dipartimento Materno infantile
Clinica Ostetrico-ginecologica
Clinica Pediatrica
Centro regionale di Diabetologia pediatrica e prevenzione delle patologie cardio-metaboliche
Neonatologia e terapia intensiva neonatale

### Dipartimento Emergenza e accettazione
Emergenza territoriale 118
Medicina e chirurgia di accettazione e di urgenza
(Pronto soccorso)

### Dipartimento Salute mentale
Clinica psichiatrica - Servizio psichiatrico diagnosi e cura (Spdc)